# Jamaree Salyer
Jamaree Tyreez Salyer (Atlanta, Georgia, 13 de julio de 2000) más conocido como Jamaree Salyer, es un jugador profesional estadounidense de fútbol americano que se desempeña en la posición de lineman en Los Angeles Chargers, equipo de la National Football League (NFL).

## Carrera
Fue seleccionado en la sexta ronda en la Reunión Anual de Selección de Jugadores de la NFL de 2022. Hizo su debut profesional con el equipo Los Angeles Chargers, donde lleva jugando dos temporadas.